# Bahut (coffre)
Pour les articles homonymes, voir Bahut.

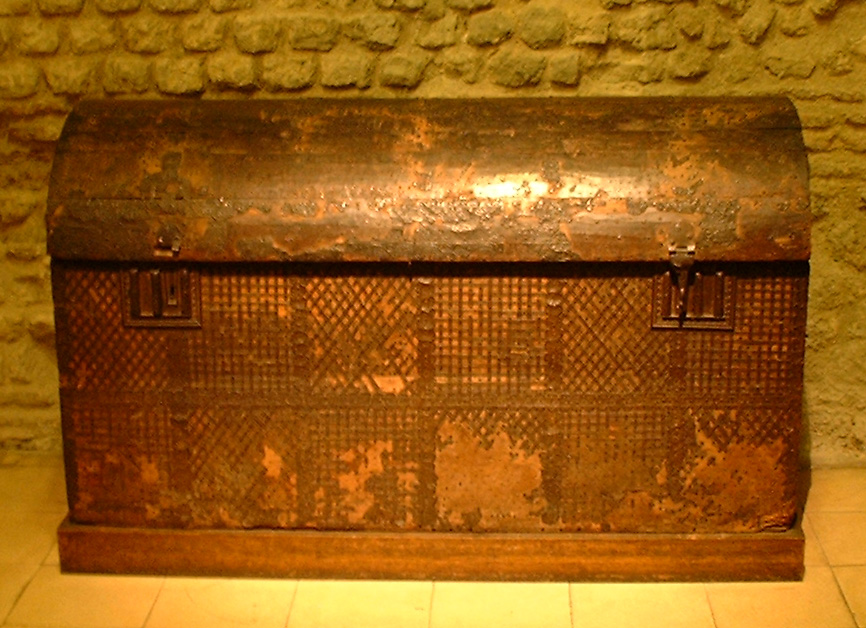
Bahut du XVe siècle, musée de Cluny.

Un bahut est, du XIVe au XVIIIe siècle, un coffre de voyage couvert ordinairement de cuir et dont le couvercle est en voûte. L'appellation désigne ensuite un meuble en forme de coffre avec ou sans pieds, muni d'un couvercle bombé et qui était fabriqué par les huchiers. Le terme bahut désigne parfois les meubles de grandes dimensions.

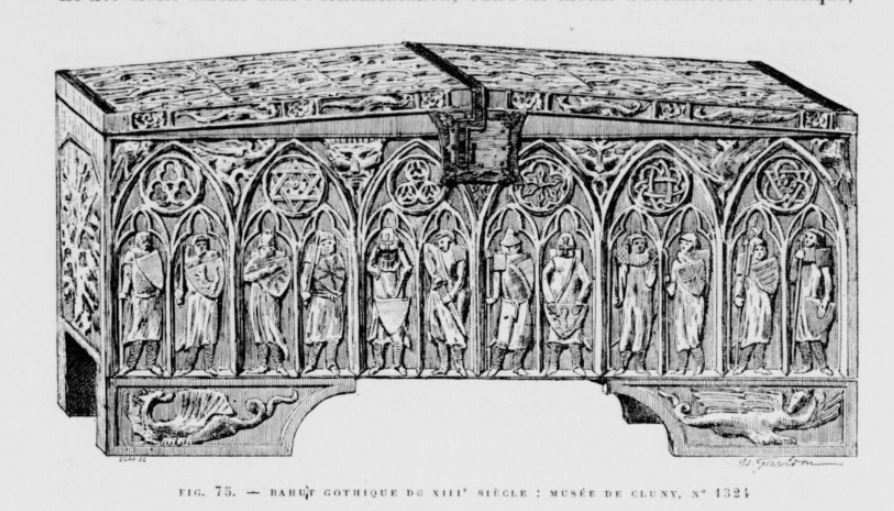